# Suchdol (Praga)
Suchdol – dzielnica i obszar katastralny o powierzchni 431,21 ha, położona na północy Pragi na lewym brzegu Wełtawy i należąca do dzielnicy Praga-Suchdol od 1990 roku. Pierwotna wioska została przyłączona do Pragi 1 stycznia 1967 roku Jako część Pragi 6.
Praga-Suchdol jest dzielnicą miasta od 1990 roku na północy Pragi na lewym brzegu Wełtawy. Pierwotnie jego terytorium zostało utworzone przez katastralne terytoria Suchdola i Sedlca. Jednak od 1 stycznia 2005 roku dolna część Sedlec (zwana Dolní Sedlec) była połączona z dzielnicą Praga 6, pozostawiając tylko dwie podstawowe jednostki osadnicze Sedlce w dzielnicy Praga-Suchdol: Budovec (sąsiadująca z Suchdol) i Sedlec – dzielnica przemysłowa B (rozległy obszar na zachód od linii kolejowej). Sedlec stał się częścią Wielkiej Pragi już w 1922 roku.
W 2006 zamieszkiwało ją 6417 mieszkańców.